# Kivimetsän Druidi
Kivimetsän Druidi — финская фолк/симфоник-метал — группа из города Коувола. Дословно название группы переводится как «Друид каменного леса».

## История
Группа была основана братьями Антти и Йони Коскинен в 2002 году. Они самостоятельно издали несколько мини-альбомов и демо-записей, прежде чем в 2008 году подписать контракт с лейблом Century Media Records. В октябре этого же года был выпущен дебютный альбом группы Shadowheart, лирика которого основана на романе Йони Коскнинена The Land of the Crystal Mountain and Stone Forest. Альбом был записан с новой вокалисткой Леена-Мария Ховила (ранее в группе Exsecratus). В ноябре/декабре Kivimetsän Druidi отправились в европейский тур, вместе с группами Korpiklaani, Battlelore и Falchion.

## Состав

### Текущий Состав
- Леена-Мария Ховила — женский вокал (2008-)
- Йони Коскинен — вокал, гитара (2002-)
- Антти Коскинен — клавишные (2002-)
- Антти Ринкинен — гитара (2004-)
- Симо Лехтонен — бас гитара (2007-)
- Атте Марттинен — барабаны (2007-)

### Бывшие участники
- Вилле Рюёти — барабаны (2005—2007)
- Йани Рямя — барабаны (2004—2005) (позже стал техником группы)
- Йоуни Риихеля — бас гитара (2004—2006)
- Анника Лааксонен — женский вокал (2004—2006)
- Лукас Пеарсалл — клавишные (2004—2007)
- Йенни Онишко — женский вокал (2006—2008)

## Дискография
- Taival (2004) (EP)
- Mustan valtikan aika (2006) (EP)
- The New Chapter (2007) (EP)
- Taottu (2008) (EP)
- Shadowheart (2008)[3]
- Betrayal, Justice, Revenge (2010) — Обзор на немецком Metal Hammer[4]
- The Lost Captains (2016) (EP)